# バキオ
バキオ（バスク語: Bakio, スペイン語: Baquio）は、スペイン・バスク州ビスカヤ県のムニシピオ（基礎自治体）。公式名はバスク語のBakio。

## 地理

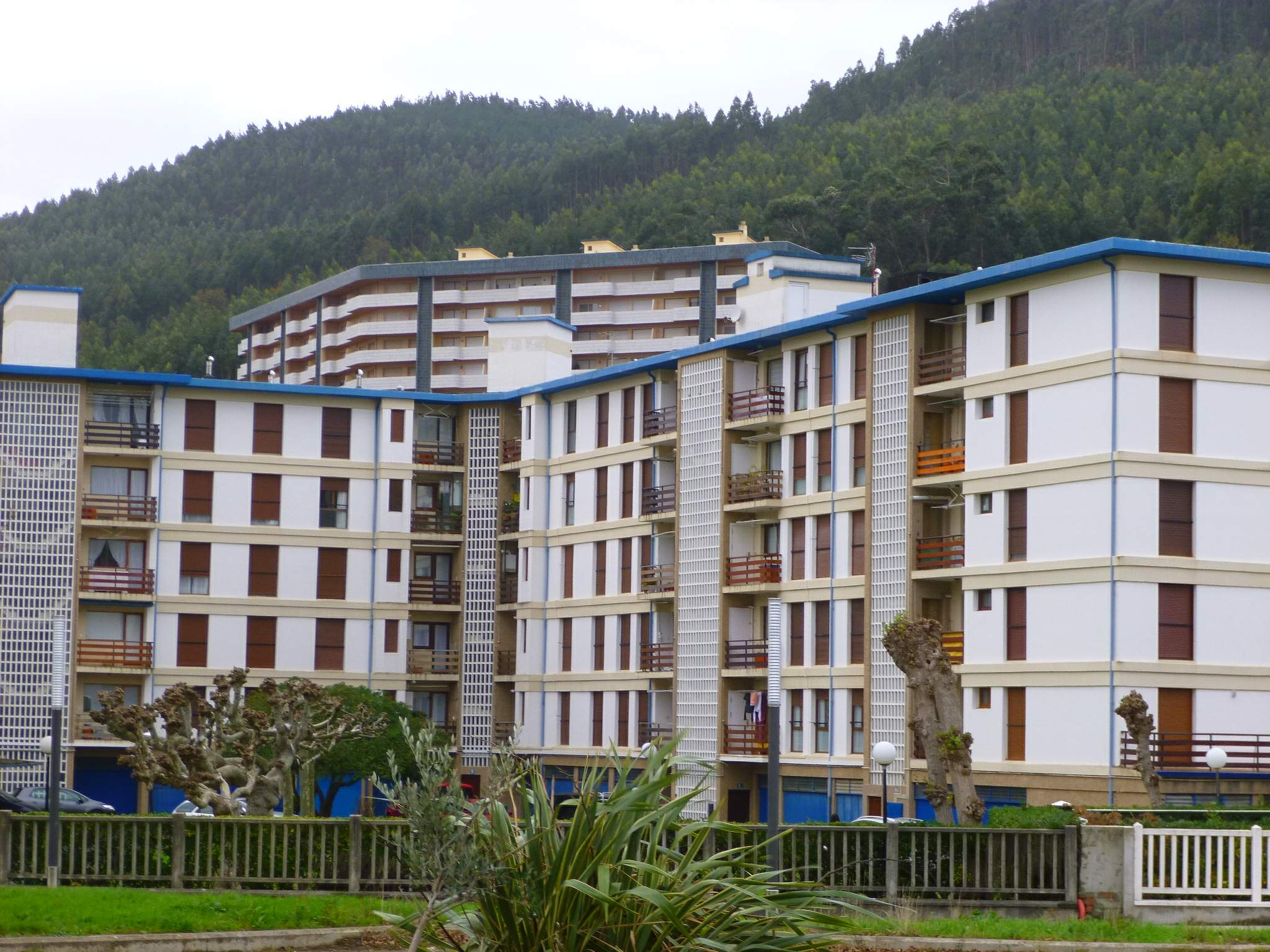
再開発地区

バキオはエステポナ川によって形成される小規模な谷の上に位置しており、この谷は三方を山地に囲まれており、北側はビスケー湾に面している。コマルカ（郡）としてはウリベに含まれ、ベルメオ（東側）とムンギア（南側）の町に挟まれている。ブルゴア山地、ガルボラ山地、ハタ山地が自治体を取り囲んでおり、西側はムルリ＝ハタベとレモイスに接している。ビスカヤ県の県都であるビルバオにはビスカイバスの路線が通じている。ビスケー湾に突き出した岩山の上に礼拝堂が建つガステルガチェはベルメオに属するが、この島からもっとも近い町はバキオである。
かつてはバシゴ・デ・バキオ(Básigo de Baquio)という名称で知られており、これは今日のバキオの中心地区の名称である。1927年にはそれまでベルメオに属していたサンペラージョ地区とスビアウル地区がバキオに移動した。バキオはビスケー湾に面しており、そのルーツは漁村であるにもかかわらず、今日のバキオはもはや漁業の伝統を有しておらず、農業村に変化している。近年にはアパートの集合体からなるいくつかの街区を造成する大規模な都市再開発が行われた。
バキオの気候は豊富な降水量、温暖さ、降雪や降霜の少なさなどが特徴であり、この気候はブドウ栽培に適している。バキオは原産地呼称のチャコリ・デ・ビスカヤ (DO)に含まれており、バスク地方の名産品であるチャコリと呼ばれる白ワインを生産している。
バキオ海岸は2007年にEU環境管理監査制度(EMAS)によって「エコ・ビーチ」に認定されており、EMASの認証を受けているビスカヤ県唯一のビーチである。ISO 9001とISO 14001の認証も受けている。バキオ海岸の長さは540m、幅は65mである。

## 政治
2011年の地方自治体選挙にはバスク民族主義党(EAJ-PNV)、ビルドゥ、バスク社会党(PSE-EE)、バスク国民党(PP)の4政党が自治体議会議員候補者を出した。バスク民族主義党が6議席、ビルドゥが5議席を獲得し、全11議席がバスク民族主義政党で占められた。
| バキオ議会選挙結果                 | バキオ議会選挙結果 | バキオ議会選挙結果 | バキオ議会選挙結果 | バキオ議会選挙結果 | バキオ議会選挙結果 | バキオ議会選挙結果 | バキオ議会選挙結果 | バキオ議会選挙結果 |
| 政党                               | 2003年             | 2003年             | 2007年             | 2007年             | 2011年             | 2011年             | 2015年             | 2015年             |
| 政党                               | 得票数             | 議席数             | 得票数             | 議席数             | 得票数             | 議席数             | 得票数             | 議席数             |
| ---------------------------------- | ------------------ | ------------------ | ------------------ | ------------------ | ------------------ | ------------------ | ------------------ | ------------------ |
| バスク民族主義党(EAJ-PNV)          | 845                | 8                  | 664                | 6                  | 825                | 6                  | 604                | 5                  |
| バスク連帯(EA)                     | 161                | 1                  | 254                | 2                  | -                  | -                  | -                  | -                  |
| バスク統一左翼(EB/IU)              | 71                 | 0                  | -                  | -                  | -                  | -                  | -                  | -                  |
| バスク国民党(PP)                   | 55                 | 0                  | 24                 | 0                  | 26                 | 0                  | 21                 | 0                  |
| バスク社会党(PSE-EE)               | 13                 | 0                  | 29                 | 0                  | 31                 | 0                  | 10                 | 0                  |
| バスク民族主義者行動(EAE-ANV)      | -                  | -                  | 300                | 2                  | -                  | -                  | -                  | -                  |
| バスク統一左翼＝アララール(EB-B/A) | -                  | -                  | 123                | 1                  | -                  | -                  | -                  | -                  |
| ビルドゥ                           | -                  | -                  | -                  | -                  | 696                | 5                  | 527                | 4                  |
| バキオバイ                         | -                  | -                  | -                  | -                  | -                  | -                  | 359                | 2                  |

## 人口
| バキオの人口推移 1877－2010                             |
|                                                         |
| 出典:INE（スペイン国立統計局）1900年 - 1991年、1996年 - |

## 建築物

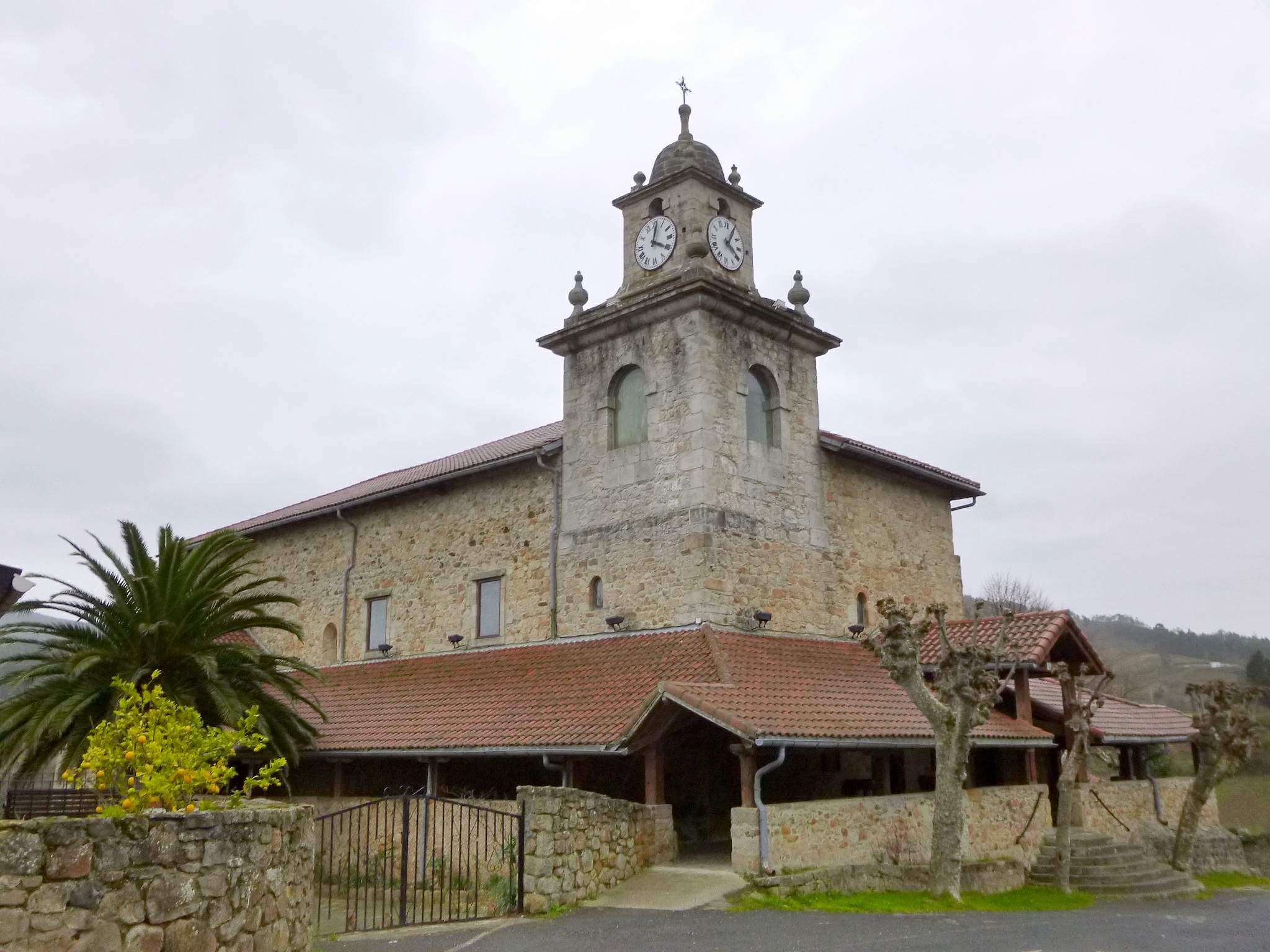
アンドラ・マリ教会

16世紀にはバシゴ地区にゴシック様式のアンドラ・マリ教区教会が建設され、その他にはサンタ・マリーア・デ・ラ・アスンシオン教区教会がある。農村部には聖マルティン礼拝堂、聖ウルスラ礼拝堂、聖エステバン礼拝堂、聖クリストーバル礼拝堂、聖カタリーナ礼拝堂などがある。
20世紀初頭には、普段はビルバオに住む富裕層が休日に過ごすための別荘が、教区教会と海岸を結ぶ道路沿いに建設されるようになった。これらの建築物には所有者の経済的・社会的地位を強調するために様々な様式が用いられている。
バキオには3つの博物館、エネペリ民族学博物館、ゴロンドナ・チャコリ博物館、シンツィリ・エロタ博物館がある。

## 経済
伝統的にバキオの経済は農業と畜産業であり、バシェリ（カセリオ）と呼ばれる農場家屋が旧来の経済モデルの核だった。まぐさ式構造の玄関を持つもの、アーチ型の玄関を持つもの、立方構造のものなど、様々な時代や様式のバシェリがある。バキオでは今日でも農業が重要な役割を担っており、白ワインのチャコリが知られている。
農村部で水力発電が利用されていた証拠として製粉所と鋳造所がある。バキオには18世紀からエステポナ川周辺に建物が増え、8つの製粉所と3つの鋳造所が設立された。この鋳造所では近隣地域から船で運ばれてきた鉄鉱石を製錬した。製粉所は数十年前までは現役で稼働しており、いくつかはまだ設備や特性を保持しているものの、いくつかは観光客向けのレストランなどに変容した。

## 行事
バキオ音楽週間、国際民俗フェスティバル、野外映画祭、バスク・ペロタ選手権、工芸品市場、写真コンテスト、ファーマーズ市場、いくつかの守護聖人の祭礼、サーフィン選手権など、夏季には自治体域で多くのイベントが開催される。
- 3月19日 : 聖ホセの祭礼（町の守護聖人）[1]
- 7月31日 : イグナチオ・デ・ロヨラの祭礼
- 8月15日 : アンドラ・マリの祭礼[1]
- 8月28日-31日 : 聖アグスティンの祭礼、聖フアン・ドロスの祭礼（町の守護聖人）
- 9月29日 : 聖ミカエルの祭礼

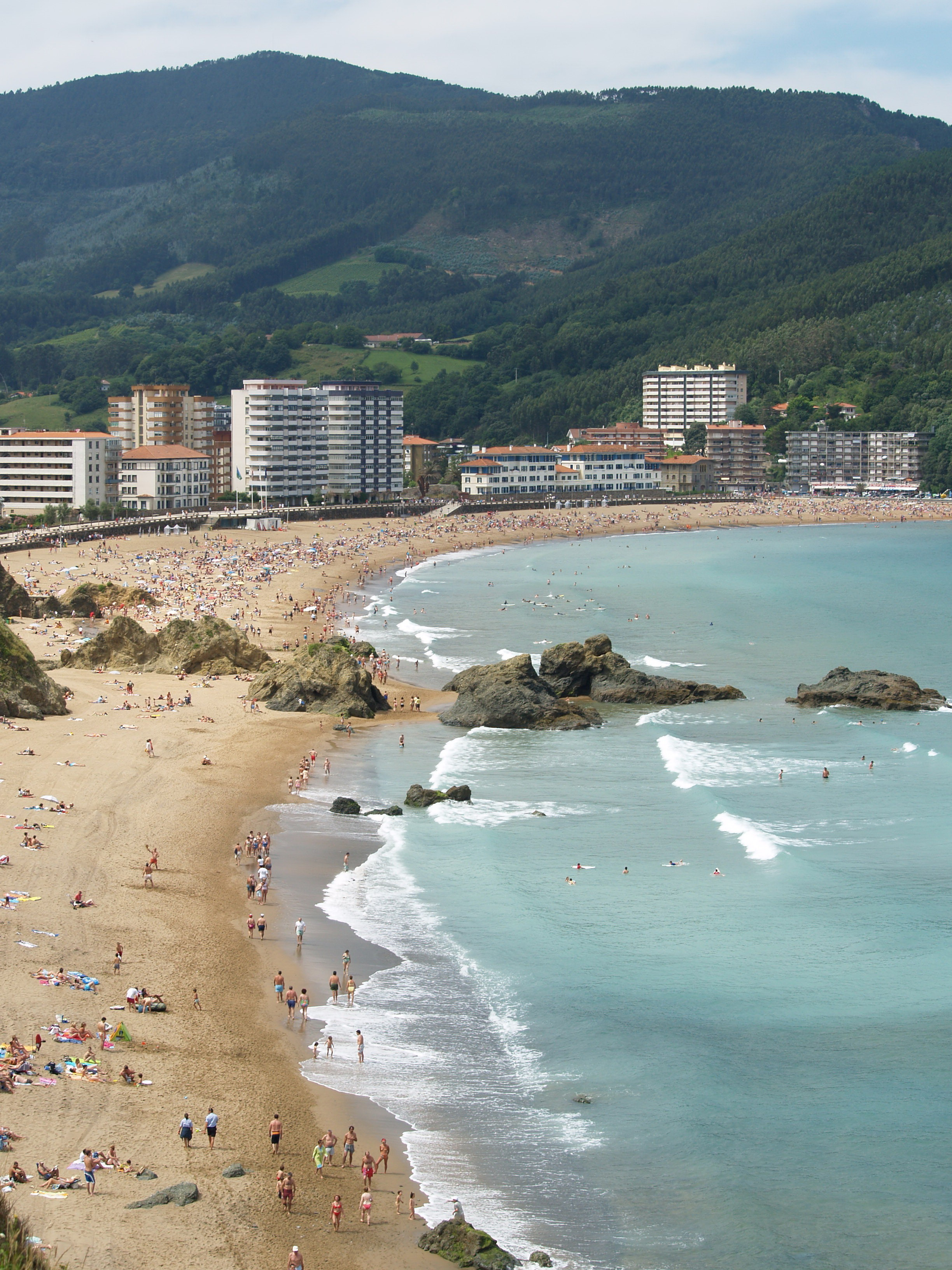
バキオの海岸
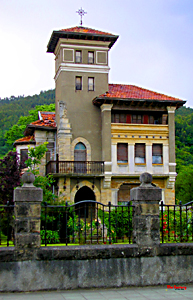
ロサリオ・エネア
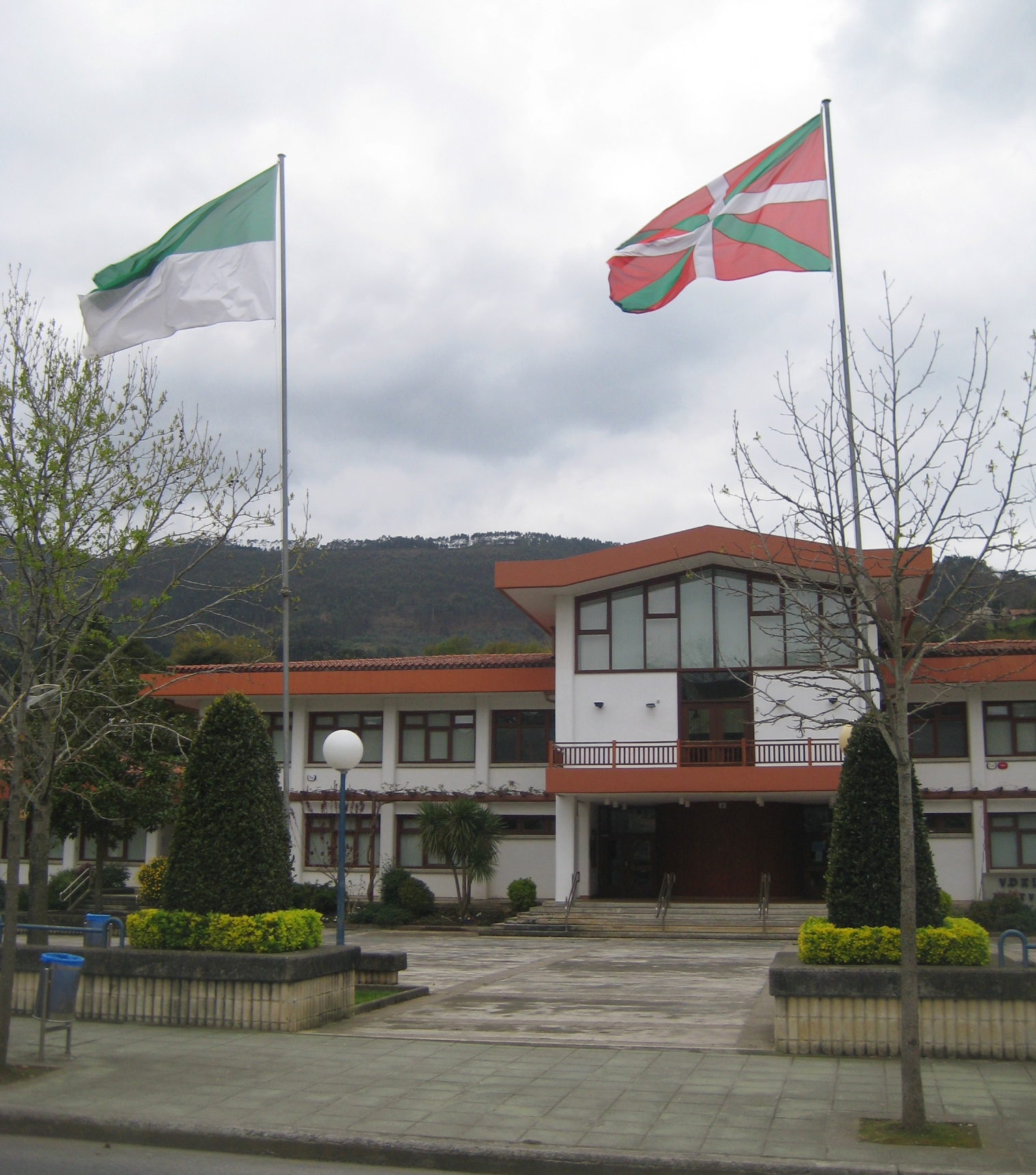
バキオ庁舎